# Малампая (газоконденсатне родовище)
Малампая — глибоководне газоконденсатне родовище у Південнокитайському (за філіппінською версією — Західно-Філіппінському) морі.

## Загальний опис
Родовище виявили західніше від острова Палаван в районі з глибиною моря 820 метрів, при цьому поклади вуглеводнів лежать на 2990 метрів нижче від рівня дна. 
Запаси Малампаї оцінили у 76—90 млрд м³ газу. 

## Розробка родовища
Розробка Малампаї стартувала у 2001 році через одну офшорну платформу, встановлену ближче до узбережжя Палавану в районі з невеликими глибинами (до 80 метрів). Починаючи з 2015-го природне падіння тиску компенсують шляхом роботи другої платформи з компресорними потужностями. 
Газ подається на берег острова Лусон по трубопроводу Малампая – Батангас, де забезпечує роботу чотирьох електростанцій загальною потужністю понад 3200 МВт (ТЕС Санта-Ріта/Сан-Лоренцо, ТЕС Сан-Габріель, ТЕС Авіон та ТЕС Іліджан), які покривають п'яту частину потреб країни в електроенергії. 
Станом на 2016-й річне виробництво знаходилось на рівні трохи менше від 4 млрд м³ газу та 5,5 млн барелів конденсату, при цьому очікується, що Малампая зможе забезпечувати потреби країни лише до 2024 року. Як наслідок, озвучені плани переводу згаданих газових електростанцій із базового у режим покриття пікових навантажень, що дозволить розтягнути вичерпання запасів Малампаї до 2030 року (крім того, на початку 2020-х узялись за спорудження двох терміналів для імпорту ЗПГ —  від компанії First Gen та від компанії AG&P)
Розробку родовища здійснює спільне підприємство Shell та Chevron, кожна з яких володіє 45 %. Ще 10 % проекту знаходиться у власності філіппінської державної нафтової корпорації.